# Flexenpass
Der Flexenpass ist ein Gebirgspass im Bundesland Vorarlberg (Österreich), der das obere Lechtal zwischen Warth, Lech und Zürs auf 1773 m ü. A. mit dem Klostertal bei Stuben verbindet.
Die Flexenpassstraße (offiziell Teil der Lechtalstraße L 198) führt von Lech und Zürs über den Flexenpass und durch die Flexengalerie und mündet seit 1940 bei der Alpe Rauz zwischen Stuben und dem Arlbergpass in die Arlbergstraße (L 197).
Über den Flexenpass verläuft die Rhein-Donau-Wasserscheide, die Bestandteil der Europäischen Hauptwasserscheide ist.

## Geschichte
Dass der Flexenpass schon in vorhistorischer Zeit begangen wurde, ist durch den Fund einer bronzezeitlichen Axt belegt, den man beim Bau der Straße nach Zürs machte. Dies vermeldete der Vorarlberger Museumsbericht des Jahres 1899. Im späten Mittelalter gewann der Flexen an Bedeutung, spätestens damals wurde auch ein Saumweg (Flexenweg) angelegt. 
Im 15./16. Jahrhundert wurde der Saumweg über den Flexenpass als „Landstraße“ bezeichnet. Der nur regional genutzte Saumweg errang nie eine große Bedeutung, sondern stand immer im Schatten des Arlbergpasses.

### Die moderne Straße
Bedarf für die heutige Straße entstand nach Eröffnung der Arlbergbahn im Jahr 1884, geplant wurde die Erstbebauung der Trasse von Paul Ilmer.
Zuvor führten die am meisten benutzten Wege – unter anderem von der heutigen Gemeinde Lech über den Schrofenpass – nach dem nördlich gelegenen Oberstdorf.
Am 3. August 1895 wurde unter Baumeister Johann Bertolini mit dem Bau der Flexenstraße von Stuben über den Flexenpass nach Lech bis Warth begonnen.
Am 11. Oktober 1897 wurde das erste Teilstück der neuen Flexenstraße bis zur Passhöhe feierlich eingeweiht. Anstelle des alten Saumwegs mit seinen vielen Kehren (Flexen) von Stuben westlich des Zürser Bachs durch einen ständig lawinengefährdeten steilen Südhang nach Zürs hinauf wurde eine Abzweigung von der Arlbergstraße oberhalb Stuben bei der Alpe Rauz gebaut und eine neue Trasse im Fels verlegt. Erste Schutzdächer entstanden, dazu ein Tunnel und eine Brücke über den Hölltobel. Die Straßenbreite betrug zunächst drei Meter. 1909 war die Straße bis in das Tiroler Lechtal fertig.
Die Flexenstraße wurde 1933 durch eine Verordnung der Bundesregierung zur Bundesstraße erklärt. 
Seit 1936 wird die Flexenstraße regelmäßig auch im Winter geräumt und befahrbar gehalten. Bis dahin wurde die Straße meistens erst ab Pfingsten geräumt. Ab 1948 flossen erhebliche Mittel des Marshallplans in die Verbesserung der Lawinensicherung der Straße.

### Tunnelprojekte
Im Jahr 2000 wurden Pläne für einen Flexen-Basistunnel von Stuben nach Zürs bekannt mit dem Ziel einer wintersicheren Zufahrt von Langen bis Lech. Der Tunnel sollte von Stuben bis zur Monzabon-Alpe führen. Damit sollte Zürs autofrei werden. Die Flexenstraße sollte langfristig stillgelegt werden. Der Vorarlberger Landeshauptmann Herbert Sausgruber stellte im Jahr 2002 klar: „Für den Erzbergtunnel, die geplante wintersichere Straßenverbindung nach Lech und Zürs, ist in der ganzen Geschichte kein Geld vorhanden.“ Nach diesem Machtwort wurden die Planungen begraben.

### Sanierung
Ab dem Jahr 2002 wurden im Auftrag des Straßenerhalters, des Landes Vorarlberg, die seit 1897 bestehende Flexengalerie grundlegend saniert, nachdem zuvor sowohl die Arlberg- als auch die Flexenstraße infolge diverser Hangrutschungen sowie Felsstürze stark beschädigt wurde. Dadurch litt die Sicherheit der Zufahrt nach Lech und Zürs insbesondere in den Wintermonaten, in denen eine Zufahrt von Warth aus nicht möglich war. 
Ursprünglich wünschte man sich vor allem in Lech einen neuen Tunnel, allerdings konnte durch die Sanierung der Flexengalerie die notwendige Sicherheit des Zugangs deutlich kostengünstiger umgesetzt werden. Dabei musste die bestehende Galerie teilweise von Grund auf neu errichtet werden. Außerdem war es in einigen Bereichen notwendig, die Fahrbahn abzusenken, damit die Flexengalerie den heutigen Anforderungen gerecht werden kann. 
Die ursprünglich veranschlagten Bau- und Sanierungskosten beliefen sich auf 16,8 Millionen Euro. Im Jahr 2018 konnten die umfangreichen Bauarbeiten an der Flexenstraße zum Abschluss gebracht und die neue Flexengalerie eröffnet werden.

## Bilder

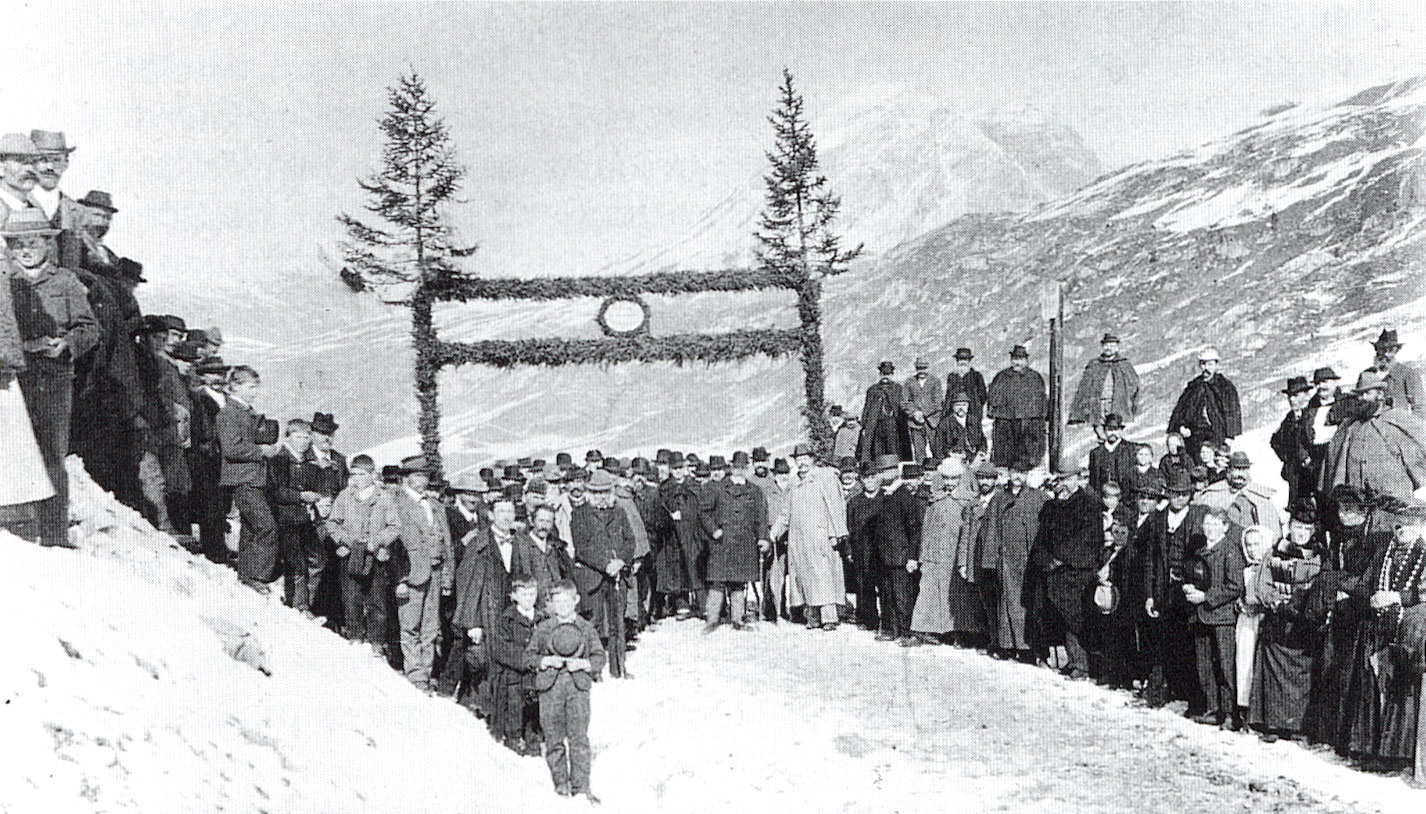
Feierliche Eröffnung der neuen Flexenstraße am 11. Oktober 1897
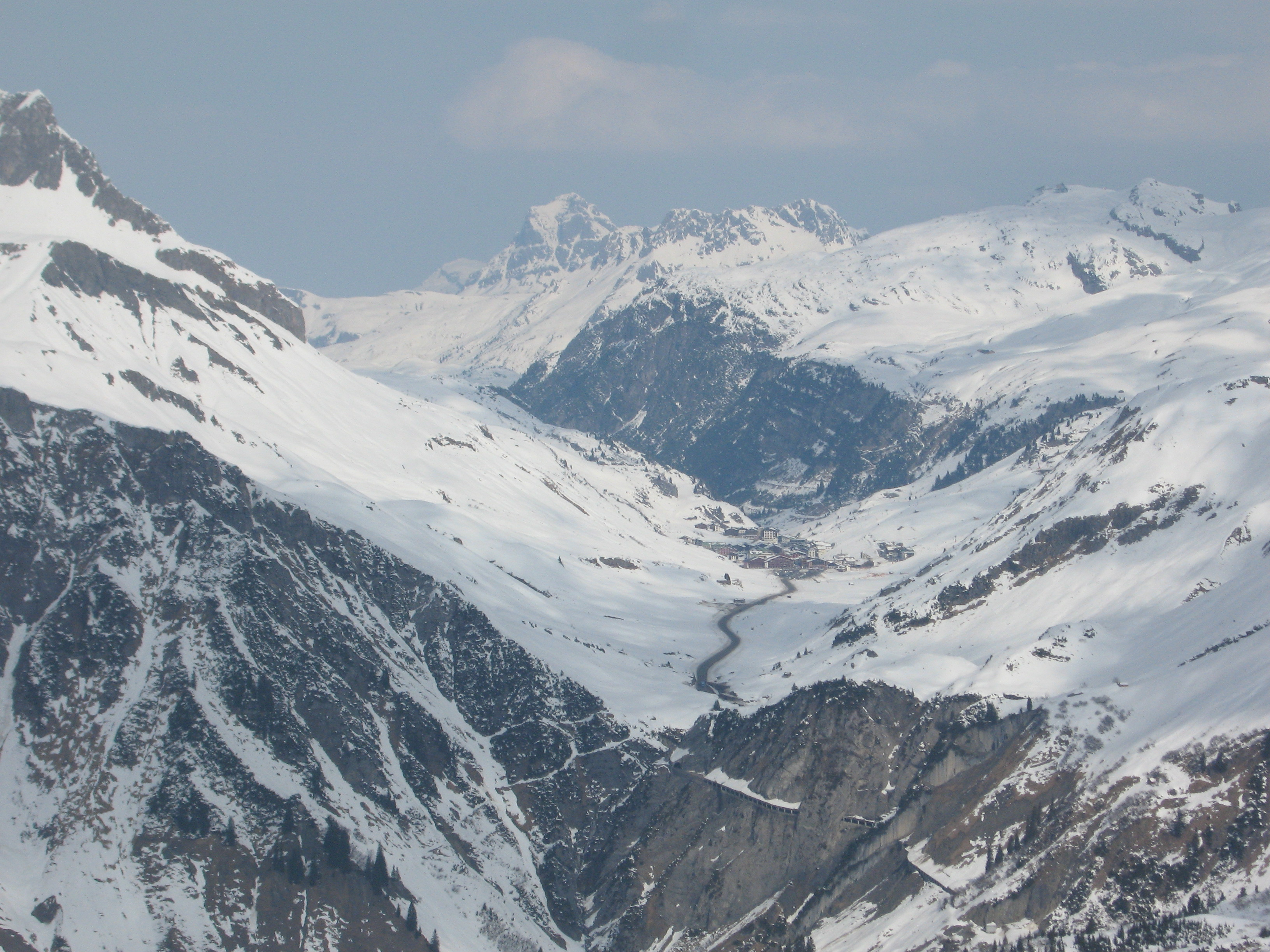
Flexenpass mit Flexengalerie und Blick auf Zürs
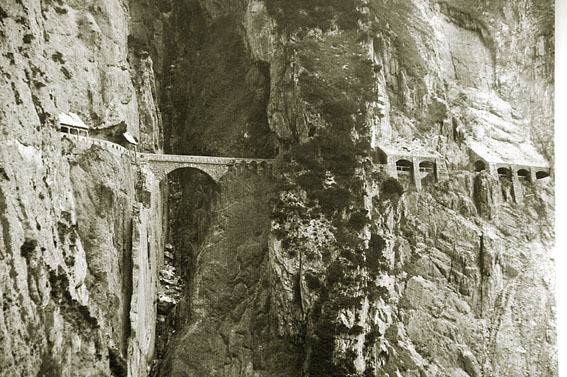
Flexenpassstraße im Bereich Hölltobel im Jahr 1905
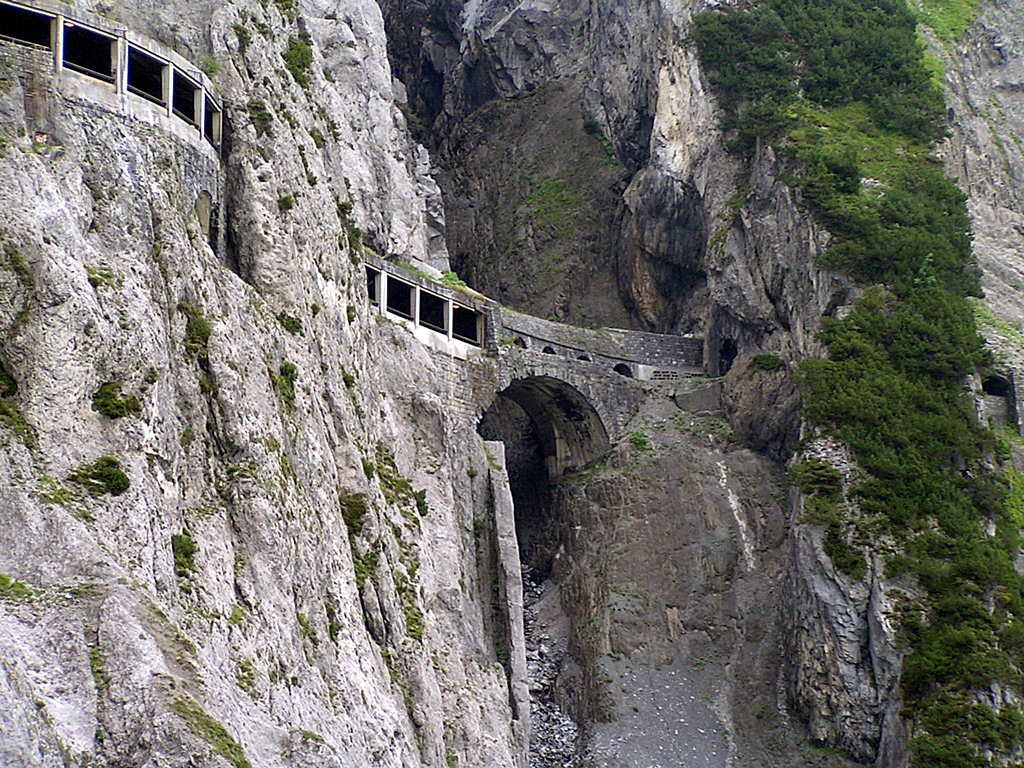
Flexenpassstraße im Bereich Hölltobel im Jahr 2007
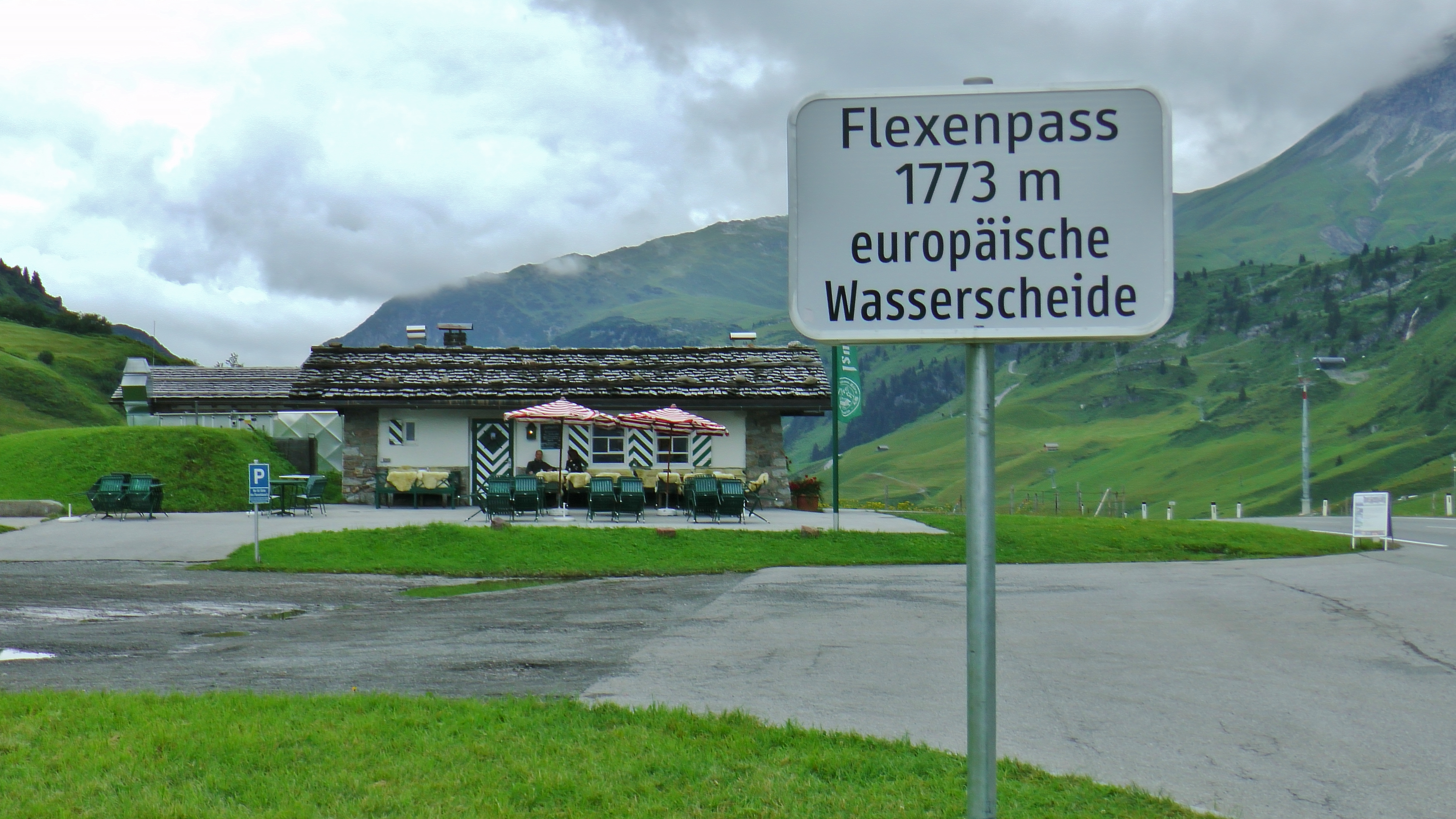
Passhöhe mit Flexenstübl, Blickrichtung Nord, August 2016
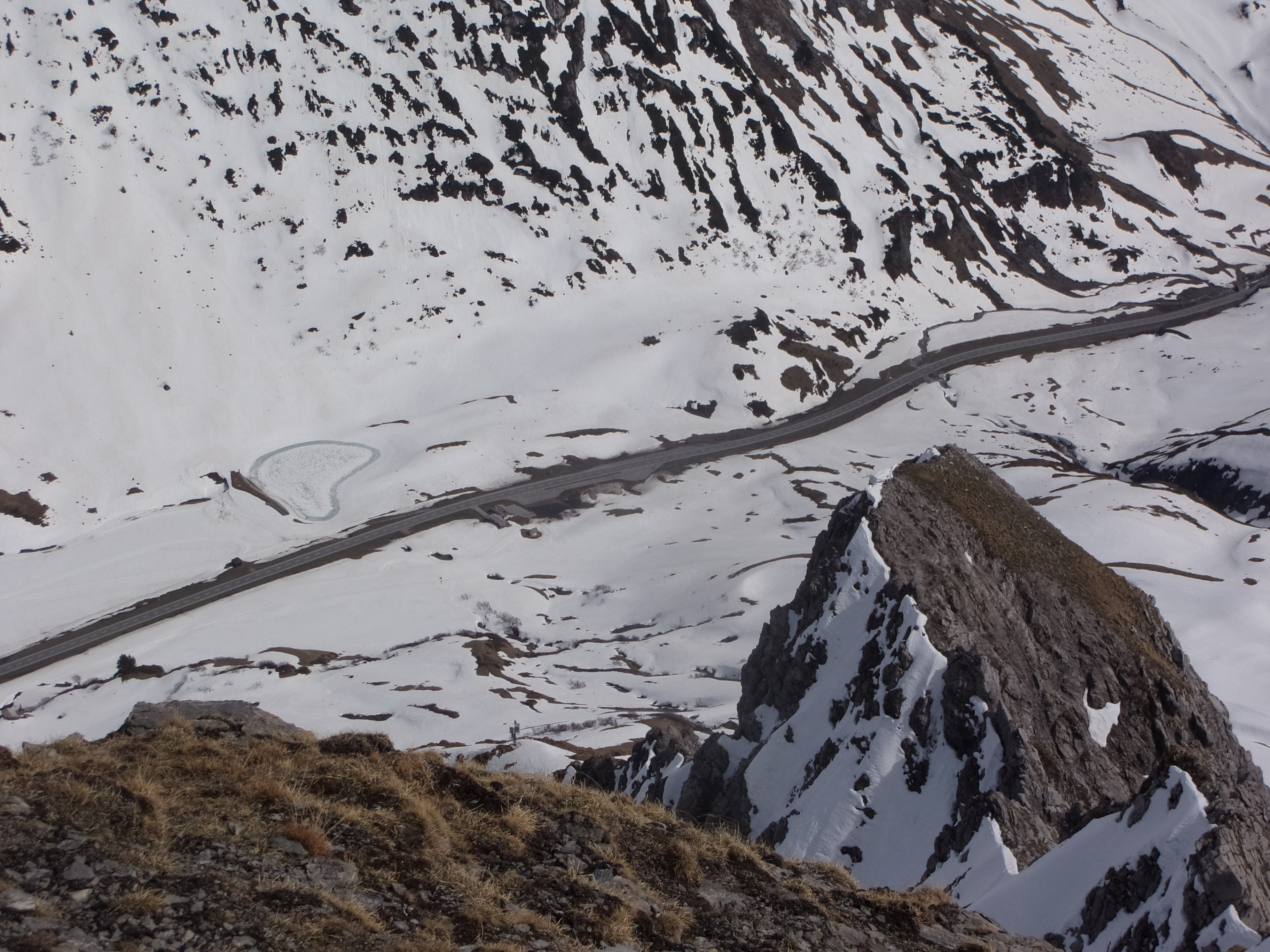
Flexenpaß mit Flexenhäusl vom Ostgipfel (2534 m) der Hasenfluh